# إيمرية الدجاج الحبشي
إيمرية الدجاج الحبشي (الاسم العلمي: Eimeria meleagridis) هي نوع من أسناخ صبغية تتبع جنس الإيمرية من فصيلة الإيمريات، ينتشر في جميع أنحاء العالم. يسبب مرض خفيف في صِغار طيور الدجاج الرومي التي تتراوح أعمارها من أربعة أسابيع حتى ثمانية أسابيع. يسبب الطفيلي مرضاً في الأعور حيث يُرى وجود نضحة قشديَّة اللون بإجراء تشريح لجثة الحيوان.